# Camera Reprezentanților din statul Illinois
Camera Reprezentanților din Illinois (în engleză Illinois House of Representatives) este camera inferioară a Adunării Generale din Illinois⁠(d), legislativul de la nivelul statului. Corpul a fost creat prin prima Constituție a statului Illinois⁠(d) adoptată în 1818. Conform actualei constituții, modificate în 1980, camera este formată din 118 reprezentanți aleși din circumscripții legislative individuale pentru mandate de doi ani fără limitări ale numărului de mandate; districtele se retrasează la fiecare 10 ani. Pe baza recensământului din 2010 din SUA, fiecare deputat reprezintă aproximativ 108.734 de persoane.
Camera are puterea de a adopta legi și de a destitui funcționarii publici din Illinois. Candidații la funcția de deputat trebuie să aibă cel puțin 21 de ani și să fie rezidenți în districtul în care candidează de cel puțin doi ani.
Președintele Abraham Lincoln și-a început cariera în politică în Camera Reprezentanților din Illinois.